# Slobodanka Čolović
Slobodanka Čolović (Yugoslavia, 10 de enero de 1965) es una atleta yugoslava retirada especializada en la prueba de 800 m, en la que consiguió ser medallista de bronce europea en pista cubierta en 1986.

## Carrera deportiva
En el Campeonato Europeo de Atletismo en Pista Cubierta de 1986 ganó la medalla de bronce en los 800 metros, con un tiempo de 2:03.28 segundos, tras la alemana Sigrun Ludwigs y la rumana Cristeana Matei.